# برايان ولف
برايان ولف (بالإنجليزية: Brian Wolfe)‏ هو لاعب كرة قاعدة أمريكي، ولد في 29 نوفمبر 1980 في فوليرتون في الولايات المتحدة.

## وصلات خارجية
- برايان ولف على موقع دوري كرة القاعدة الرئيسي (الإنجليزية)
- برايان ولف على موقع الدوري الياباني لكرة القاعدة (الإنجليزية)
- برايان ولف على موقعبيزبول رفرنس.كوم (الدوري الرئيسي) (الإنجليزية)
- برايان ولف على موقعبيزبول رفرنس.كوم (الدوري الثانوي) (الإنجليزية)
- برايان ولف على موقع إي إس بي إن.كوم (أم.أل.بي) (الإنجليزية)
- برايان ولف على موقع مشجعي الرسوم البيانية (الإنجليزية)